# آرا أبراهيميان
آرا أبراهيميان (بالأرمنية: Արա Աբրահամյան) هو مصارع مصارعة يونانية رومانية سويدي أرمني ولد في يوم 27 يوليو 1975 في غيومري في جمهورية أرمينيا الاشتراكية السوفيتية. أبرز إنجازاته هو فوزه بالميدالية الفضية في دورة الألعاب الأولمبية الصيفية 2004 في أثينا. كما توج أيضاً بالميدالية البرونزية في دورة الألعاب الأولمبية الصيفية 2008 في بكين قبل أن تسحب منه بعد أن قام برمي ميداليته بعد التتويج اعتراضا على تحيز الحكام. فاز أيضاً بثلاثة ميداليات في بطولة العالم منها ميداليتين ذهبيتين وميدالية فضية واحدة.